# Apogonia buruensis
Apogonia buruensis är en skalbaggsart som beskrevs av Moser 1913. Apogonia buruensis ingår i släktet Apogonia och familjen Melolonthidae. Inga underarter finns listade i Catalogue of Life.